# 哈普托數

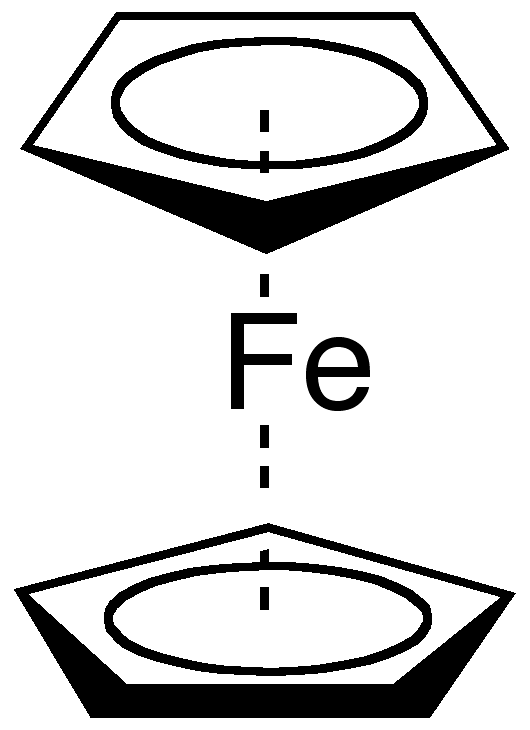
二茂鐵有兩粒η^{5}-Cp配體

連配原子數或哈普托數（英文：hapticity）是配體中一群相連的原子和中心原子配位。配體的連配原子數用希臘字母η表示，η上標的數字表示配體有幾個相連的原子和中心原子配位。如二茂鐵的環戊二烯基（Cp）有五個原子參與鍵結，其連配原子數為5，標示為η5。
一般來說上述標法只適用在不只一粒原子參與配位的情形，若配體中參與配合的原子不是相連的原子，就用齒合度的κ表示。η和橋接配體用的μ不同，後者是指一粒配體連和多粒中心原子配體。

## 歷史
1950年代中期，科學家認為需要對有機金屬化合物額外的命名標示，當時Dunitz、奥格尔和Rich用X射线晶体学說明了夹心型配合物二茂铁的結構，铁原子夾在兩個平行的環戊二烯基之間，科顿後來提出了哈普托數（Hapticity），字根是源自表示相鄰的字首hapto，會放在烯烴名稱前面。標示哈普托數時，會用希臘字母η（eta）來標示配基和金屬中心原子配位的相鄰原子數。哈普托數會用在有延伸π系統的配體，或是抓氢键不明顯的配體。

### 歷史上有重要性，配體有標示哈普托數的化合物
- 二茂鐵: bis(η5-cyclopentadienyl)iron
- 双环辛四烯合铀: bis(η8-1,3,5,7-cyclooctatetraene)uranium
- W(CO)3(PPri3)2(η2-H2)：第一個合成，具有双氢配體的化合物[8][9]
- IrCl(CO)[P(C6H5)3]2(η2-O2)：由羰基二(三苯基膦)氯化铱氧化後可逆形成的双氧配合物。